# Koo Chen-fu

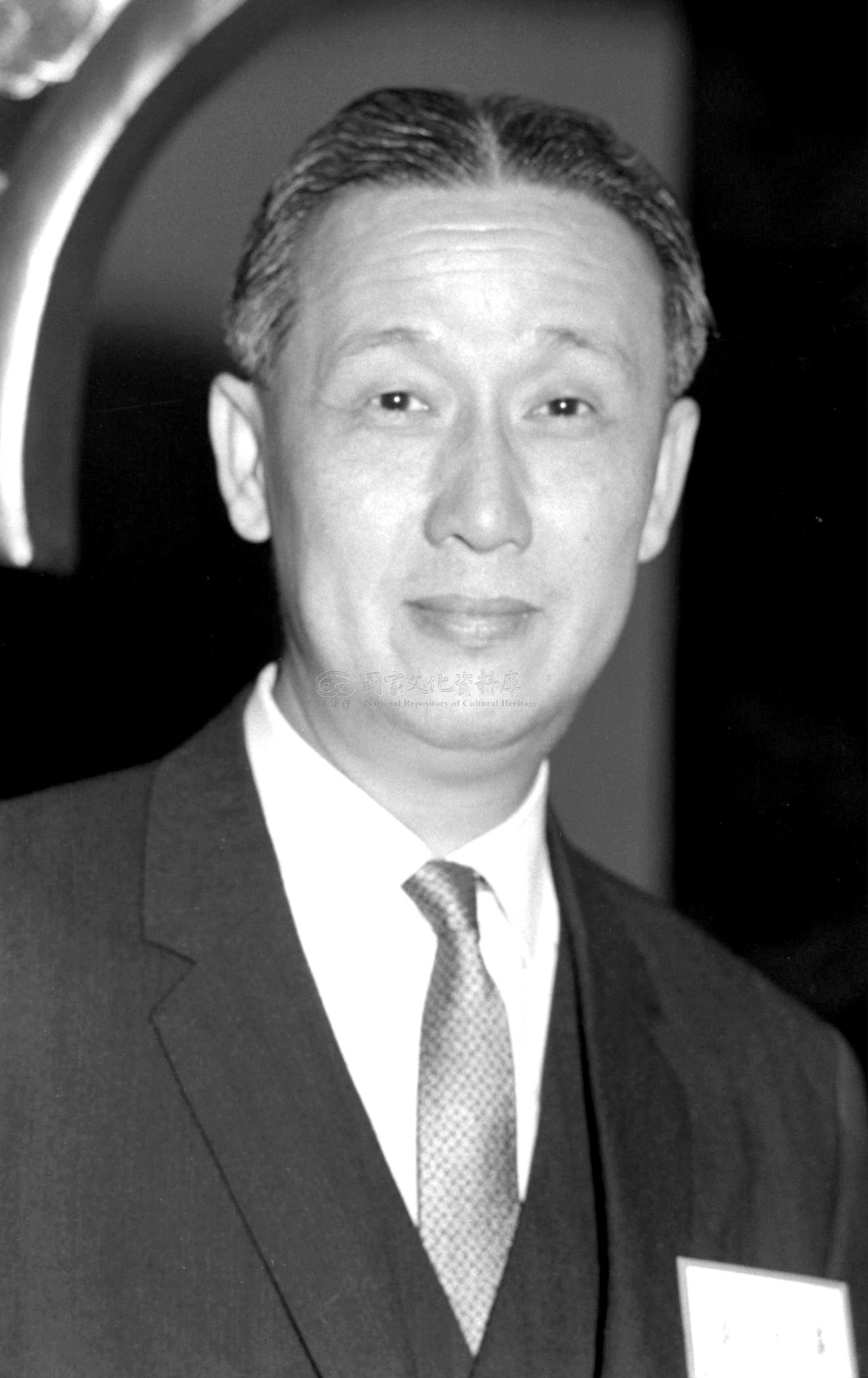
Koo Chen-fu

Koo Chen-fu (chiń. 辜振甫; pinyin Gū Zhènfǔ; ur. 6 stycznia 1917 w Tajpej, zm. 3 stycznia 2005) – przedsiębiorca tajwański, dyplomata, działacz na rzecz porozumienia między państwami chińskimi.
Pochodził z osiadłej na Tajwanie rodziny bogatego przedsiębiorcy Koo Hsien-junga, odziedziczył fortunę ojca wkrótce po rozpoczęciu studiów na Narodowym Uniwersytecie Tajwańskim w Tajpej. Studia ukończył w 1940 roku, uzupełniał wykształcenie w latach późniejszych w Japonii i USA. W 1946 roku został aresztowany na 19 miesięcy i oskarżony przez kierownictwo Kuomintangu o kolaborację z władzami japońskimi u schyłku II wojny światowej. Zbiegł do Hongkongu i pozostawał tam do 1949. Po powrocie na Tajwan zawarł związek małżeński, został również zrehabilitowany. Wchodził w skład Komitetu Centralnego Kuomintangu.
Stał na czele rodzinnego przedsiębiorstwa, aktywnego w przemyśle budowlanym, chemicznym oraz finansach. Firma, znana jako Grupa Koo (Koo’s Group), była zaliczana do czołowej dziesiątki przedsiębiorstw tajwańskich.
Od 1991 roku kierował półoficjalną Straits Exchange Foundation (SEF), za pośrednictwem której podjął rozmowy z przedstawicielami Chin kontynentalnych. Jego partnerem w dialogu był pełniący analogiczną funkcję w ChRL Wang Daohan. Wstępne rozmowy w Hongkongu w 1992 roku doprowadziły do zawarcia tzw. konsensusu 1992, będącego fundamentem polityki jednych Chin. Oficjalne rozmowy Koo-Wang, będące pierwszym po 1949 roku spotkaniem przedstawicieli obydwu państw chińskich, miały miejsce w 1993 roku w Singapurze. Powtórzono je w 1998 roku w Szanghaju. Z Szanghaju Koo udał się z wizytą do Pekinu, gdzie spotkał się z Przewodniczącym ChRL Jiang Zeminem.